# Ręka reumatoidalna
Ręka reumatoidalna – szereg typowych deformacji, powstających wskutek uszkodzenia aparatu więzadłowego stawu śródnadgarstkowego, nadgarstkowo-śródręcznych, śródręczno-paliczkowych i międzypaliczkowych ręki, powodujący rozluźnienie stawów, zmniejszenie ich stabilizacji i siły.
Objawami rozluźnienia aparatu więzadłowego w stawie śródnadgarstkowym i promieniowo-nadgarstkowym są:
- występowanie ruchu szufladkowego;
- możliwość dystalnego rozciągnięcia tego stawu;
- podwichnięcie dłoniowe nadgarstka.

Objawami rozluźnienia aparatu więzadłowego w stawie nadgarstkowo-śródręcznym są:
- występowanie patologicznego ruchu biernego II i III kości śródręcza w kierunku grzbietowym i dłoniowym;
- zmiany kształtu sklepienia poprzecznego ręki.

Objawem rozluźnienia więzadeł pobocznych w stawach śródręczno-paliczkowych jest bierny ruch odwodzenia w zgięciu w tych stawach, a objawem rozluźnienia więzadeł pobocznych w stawach międzypaliczkowych (bliższych i dalszych) – występowanie patologicznego ruchu bocznego w tych stawach.
W ręce reumatoidalnej występują trzy zasadnicze deformacje:
- odwiedzenie łokciowe palców - spowodowane rozluźnieniem układu więzadłowego nadgarstka oraz więzadła pobocznego stawów śródręczno-paliczkowych;
- palce butonierkowate - spowodowane przerwaniem taśmy ścięgnistej prostującej staw międzypaliczkowy bliższy, co prowadzi do utrwalonego przykurczu w tym stawie;
- deformacja typu „łabędzia szyja” – przeprost w stawie międzypaliczkowym bliższym, podwichnięcie ku stronie dłoniowej w stawie śródręczno-palcowym i zgięcie w stawie międzypaliczkowym dalszym; utrwalona deformacja zmniejsza pole chwytne i zniekształca rękę.

Podział deformacji (według Instytutu Reumatologicznego w Warszawie):
- I stopień – deformacja może być skorygowana czynnie przez pacjenta
- II stopień – deformacja może być skorygowana biernie, a korekcja utrzymana czynnie
- III stopień – deformacja może być skorygowana biernie, a korekcja nie może być utrzymana czynnie
- IV stopień – deformacja nie może być skorygowana biernie

W I i II stopniu deformacji pracę ręki można poprawić przez funkcjonalne zaaparatowanie ręki. W III i IV stopniu deformacji funkcję ręki można poprawić przez dostosowanie uchwytu narzędzi pracy.

Przeczytaj ostrzeżenie dotyczące informacji medycznych i pokrewnych zamieszczonych w Wikipedii.